# Элеонора Гонзага
Элеонора Гонзага делла Ровере (итал. Eleonora Gonzaga della Rovere; 31 декабря 1493, Мантуя — 13 февраля 1550, Урбино) — итальянская аристократка из династии Гонзага, в браке — герцогиня Урбинская.

## Биография
Старшая дочь Франческо Гонзага, маркграфа Мантуи, и Изабеллы д’Эсте из рода герцогов Феррары. В сентябре 1509 года вышла замуж за Франческо Мария делла Ровере, герцога Урбинского и племянника папы Юлия II. В 1516 году преемник Юлия, Лев X, захватил Урбино, и супруги были вынуждены бежать к родителям Элеоноры. Обратно они вернулись через пять лет, когда, воспользовавшись смертью папы, Франческо Мария возвратил свои владения.
Дети Элеоноры:
- Гвидобальдо II делла Ровере (1514—1574), герцог Урбинский (с 1538 года)
- Ипполита делла Ровере (1525—1561), замужем за Антонио д’Арагона, герцогом Монтальто
- Елизавета делла Ровере (1529—1561), замужем за Альберико Чибо
- Джулиана делла Ровере (1531—1563), замужем за Альфонсо д’Эсте, маркизом Монтеккьо
- Джулио делла Ровере (1533—1578), кардинал-протопресвитер, затем кардинал Палестрины и Сабина-Поджо Миртето

## Образ в искусстве
Известен портрет герцогини, написанный Тицианом около 1537 года в пандан к портрету её мужа. Кроме того, Элеонору Гонзага называют возможной моделью великого венецианца для картин Девушка в меховой накидке и La bella, а также прототипом «Венеры Урбинской».